# Рахлет-Аль-Ауда
Рахлет-Аль-Ауда (Rahlet Al Aouda) – нафтове родовище в Алжирі. Також відоме під абревіатурою RAA. 

## Загальна інформація
Родовище відкрили в 2010 році унаслідок спорудження розвідувальної свердловини RAA1. В 2014-му розміри відкриття уточнили за допомогою свердловин RAA2 та RАМА1. 
Вуглеводні виявлені у відкладах тріасу із водонафтовим контактом на глибинах від 3812 до 3912 метрів. Пісчаниковий колектор має товщину від 6 до 12 метрів.

## Розробка
Видобуток стартував в 2016 році із 5 свердловин, пластові флюїди з яких надходять на установку підготовки Rama-1, розміщену поряд з установкою родовища Бір-Себа. 
Повномасштабна розробка родовища стане можливою із запуском установки підготовки Rama-2, що за проектом дозволить довести видобуток до 80 тисяч барелів нафти та 2,2 млн м3 супутнього газу на добу при використанні 60 свердловин. Станом на 2024 рік готовність Rama-2 оцінювалась у 50%.
Видачу нафти першої фази організували по двох перемичках діаметром 200 мм до родовища Рурд-Чегга (Rhourde Chegga, RDC), а в 2022-му в межах проекту розширення завершили власний нафтопровід довжиною 106 км.
Газ спрямовується на установку Бір-Себа, звідки починаючи з 2023-го може видаватись по трубопроводу Бір-Себа – Хассі-Месауд.